# 刘承训
刘承训（922年—948年1月24日），字德辉，后汉高祖刘知远长子。
刘承训少年时温厚，姿仪华美，刘知远非常钟爱。在后晋时累官至检校司空，后汉建立授左卫上将军。刘知远将赴洛阳，命刘承训为北京太原府大内巡检，不久，命他赴京，授开封尹、检校太尉、同平章事。天福十二年十二月十一日（948年1月24日）刘承训在府署去世，年二十六岁。刘知远在太平宫发丧，哭得非常伤心，以至于病重。追封刘承训魏王。归葬太原。

## 延伸阅读
[在维基数据编辑]
 《舊五代史·卷105》，出自薛居正《舊五代史》
 《新五代史·卷18》，出自歐陽修《新五代史》